# Реплікатор (конфігурація клітинного автомата)

Еволюція реплікатора в HighLife

У клітинних автоматах реплікатор — конфігурація, яка створює свої копії.
В одновимірному клітинному автоматі з правилом 90 кожен шаблон є реплікатором. Це ж стосується клітинного автомата типу "Життя" Реплікатор (B1357/S1357).
Простий реплікатор має правило (B36/S23) у Highlife.
23 листопада 2013 року Дейв Ґрін побудував перший реплікатор у «Житті» Конвея (B3/S23).